# مالك بن زهير
مالك بن زهير هو مالك بن زهير بن جذيمة بن رواحة بن ربيعة بن الحارث بن مازن قطيعة بن عبس بن بغيض بن ريث بن غطفان بن سعد بن قيس عيلان بن مضر، قُتِل في حرب داحس والغبراء التي دارت رحاها بين عبس وذبيان.

## ديانته
اعتنق الحنيفية على يد خالد بن سنان العبسي ثم تزهد في الملك والإمارة، وهو ثالث إخوته بعد شأس وقيس ابنا زهير.

## من سيرته
طلبه إليه أخوه قيسٌ بعدما صار ملكا على عبس وكثير من بطون قيس عيلان مثل هوازن وغيرها من الذين يدينون له بالطاعة ويدفعون إليه ولأبيه من قبله الأتاوة بعد مقتل أبيه زهير ومن قبله مقتل أخيه شأس، فصار إلى جانب أخوه أميرًًا على بني عبس، وكان يجبر نفسه على ذلك وتحثه أمه حتى لا يطيش أخوه قيسٌ بالحكم والملك.

## صفته
عرف عن مالك رحمته وعطفه بالعبيد، وحبه الشديد لأمه تماضر بنت الشريد السلمية، وكان كثير الخروج إلى الحج، كارها عادات العرب وتقاليدهم واتخاذهم العبيد، وقد عُرف عنه حبه الشديد لعنترة بن شداد العبسي حتى أيام عبوديته؛ فقد كان يخرج مع خالد بن سنان إلى المرعى ليرعى خالد بن سنان ماشيته بعد أن أعتق عبيده جميعا، وكان عنترة يجالسهم بين الحين والحين فأعجب بعنترة وأعجب عنترة به، فتلازما وتصاحبا، وإليه كان يرجع عنترة لأخذ النصيحة والمشورة، وقد قتل بسهم في حرب داحس والغبراء على يد أحد رماة بني ذبيان.

## موته
مات مالك بن زهير في حرب داحس والغبراء بعد أن رماه أحد مقاتلي ذبيان بسهم أنهى حياته وقضى عليه، وقد مات قبل بعثة النبي صلى الله عليه وسلم.

## رثاءه
مرثية عنترة بن شداد:
مرثية أمه تماضر بنت الشريد السلمية فيه بعد موته: